# Табоче
Табоче (англ. Taboche також відомий як Tawoche, Tobuche, Tāuje, Taweche, Tawache або Tawetse) (6542 м) — гора в регіоні Кхумбу, що в Непальських Гімалаях. Табоче з'єднується з Чолатцзе довгим хребтом. Табоче знаходиться прямо на річці Імджа Кхола біля Ама-Даблам і вище сіл Феріче і Дінгбоче. За іншими даними висота вершини становить 6501 м і навіть 6495 м.
Перше сходження було зроблено в 1974 році Французькою експедицією під керівництвом Янніка Сейгнеур (англ. Yannick Seigneur) і кларнетистом та композитором Жан-Крістіан Мішель.